# Fred Morgan
Fred Morgan   (Johannesburg, 30 de juny de 1893 - Bulawayo, 29 d'agost de 1980) va ser un tirador sud-africà que va competir a començaments del segle xx.
El 1920 va prendre part en els Jocs Olímpics d'Anvers, on disputà set proves del programa de tir. Guanyà la medalla de plata en la competició de rifle militar, 600 metres equips. En les altres proves destaca la cinquena posició en la de rifle militar 300 i 600 metres, bocaterrosa per equips i la vuitena en les de carrabina, 50 metres per equips i rifle militar 300 metres, bocaterrosa per equips com a millors resultats.